# Battalion of Saints
Die Battalion of Saints sind eine US-amerikanische Hardcore-Band aus dem kalifornischen San Diego, die 1980 gegründet wurde. 

## Geschichte
Ihr Bandmanager war Marc Rude, der zahlreiche Konzertflyer und Plattencover u. a. für Bands wie The Misfits oder The Offspring entworfen hat. Nach einigen Umbesetzungen löste sich die Band 1985 auf. Der Sänger George Anthony erweckte die Band 1995 wieder zum Leben und wurde dabei von Terry „Tezz“ Roberts (Veteran britischer Punk-Bands wie Discharge, Broken Bones und U.K. Subs) unterstützt. Sie fanden mit Taang! Records ein neues Label, das die meisten alten Stücke auf der CD Death-R-Us wiederveröffentlichte.
Die Band tritt immer noch live auf und spielt vorwiegend in Südkalifornien. Einziges verbliebenes Ur-Mitglied ist Sänger George Anthony, das einzige weitere feste Bandmitglied ist Schlagzeuger Tino Valpa, der parallel Sänger bei der aus Dover in New Hampshire stammenden Punkband The Cryptics ist. Eine Europatournee im Jahr 2018, während der die Band unter anderem auf dem belgischen Ieperfest spielte, traten Anthony und Valpa mit Gastmusikern an.

## Stil
Das Online-Musikmagazin No Echo bezeichnete den Stil des 1984er-Albums Second Coming als „anhaltendes Trommelfeuer von Discharge-/Motörhead-Riffs gemischt mit südkalifornischer Hardcore-Attitüde“. Das auf dem Album enthaltene Motörhead-Stück Ace of Spades wurde von Lemmy Kilmister als „beste Motörhead-Coverversion aller Zeiten“ bezeichnet.

## Diskografie
- 1982: Fighting Boys (EP, Nutron)
- 1983: Second Coming (EP, Mystic)
- 1984: Second Coming (Nutron)
- 1988: Rock In Peace (Mystic)
- 1995: Battalion of Saints A.D. (EP, Taang! Records)
- 1996: Cuts (Taang!)
- 1997: Muscle of Love (EP, Taang!)
- 2015: Battalion of Saints (EP, Southern Lord)
- 2018: Complete Discography (Kompilationsalbum, Pine Hill Records)

### Samplerbeiträge
- 1982: Meathouse 1 (Version Sound)

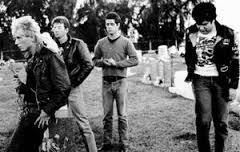
Battalion of Saints (1983)

- 1982: Someone Got Their Head Kicked In LP (BYO Records)
- 1983: Our Blow Out! (Slow Death Cassettes)